# Hoàng Thu Phố
Hoàng Thu Phố là một xã thuộc huyện Bắc Hà, tỉnh Lào Cai, Việt Nam.
Xã Hoàng Thu Phố có diện tích 33,23 km², dân số năm 1999 là 1.840 người, mật độ dân số đạt 55 người/km².